# Výzkumný ústav monitoringu a ochrany půdy
Výzkumný ústav monitoringu a ochrany půdy (zkráceně VÚMOP) je veřejná výzkumná instituce zřízená Ministerstvem zemědělství České republiky, která sídlí na Zbraslavi v městské části Praha-Zbraslav v obvodu Praha 5. Byl zřízen Ministerstvem zemědělství dnem 23. června 2006 vydáním zřizovací listiny; vznikl 1. ledna 2007, kdy byl zapsán do rejstříku veřejných výzkumných institucí, vedeného Ministerstvem školství, mládeže a tělovýchovy. Navazuje na instituce jejichž počátek je v roce 1954.
Zřizovací listinou byla ústavu dána odpovědnost za rozvoj poznání a přenos poznatků vědních oborů komplexních meliorací, pedologie, tvorby a využití krajiny a informatiky k těmto oborům se vztahující.

## Historie
Ústav je právním nástupcem státní příspěvkové organizace Výzkumného ústavu meliorací a ochrany půdy Praha, zřízené Ministerstvem zemědělství v prosinci roku 1991. Jejím předchůdcem byl Výzkumný ústav zemědělsko-lesnických meliorací se sídlem v Praze, který vznikl 1. ledna 1954. Od roku 1962 vyvíjel svou činnost pod názvem Výzkumný ústav meliorací Zbraslav. V roce 1977 převzal řešení lukařsko-pastvinářské problematiky. Na počátku roku 1981 byla do něj začleněna složka pedologická - odbor půdoznalství Výzkumného ústavu rostlinné výroby Praha‑Ruzyně a Ústav pro zemědělský průzkum půd Praha‑Suchdol. Od tohoto roku do roku 1990 ústav nesl název Výzkumný ústav pro zúrodnění zemědělských půd Praha, od počátku roku 1991 byl název ústavu změněn na Výzkumný ústav meliorací a ochrany půdy Praha. V roce 1993 byla do ústavu začleněna i problematika závlah. K 1. lednu 2007 se ústav přejmenovává na Výzkumný ústav meliorací a ochrany půdy, v. v. i. Dne 29. srpna 2024 došlo na základě opatření ministra zemědělství k přejmenování instituce na Výzkumný ústav monitoringu a ochrany půdy, v. v. i.
Meliorační větev ústavu navázala v historickém vývoji na činnost Technické kanceláře zemědělské rady pro Království české, založené v roce 1883, a na činnost Svazu zemědělských a lesnických ústavů. Půdoznalecká větev má své počátky v roce 1919 v rámci Státních výzkumných ústavů zemědělských–Ústavů agropedologických, průzkumná složka vyšla z činnosti Delimitační skupiny, založené v roce 1955 vyčleněním z původního Výzkumného ústavu zemědělsko-lesnických meliorací.
Ústavu při jeho založení v roce 1954 byl vytyčen výhledový plán činnosti a rozvoje, zahrnující oblast zlepšení vodních zásob a zvyšování sklizní vlivem lesních porostů, výzkum rašeliny a rašelinišť pro jejich využití v zemědělství a lesnictví, zvyšování úrodnosti půd ochranou proti vodní a větrné erozi, výzkum zvyšování výnosů závlahou a výzkum meliorací máloplodých zemědělských a lesních půd. Byl zařazen i výzkum delimitace půdního fondu. Následně převzal úkoly se zaměřením na rekultivace hald, na meliorační opatření k zlepšení luk a pastvin, využití větrné energie v zemědělství a na využití radioizotopových metod v hydropedologickém výzkumu.
Těžiště výzkumu v šedesátých letech bylo zaměřeno na sledování a úpravu vodního režimu půd s užitím poznatků o vhodnosti krtčí a křížové drenáže, o mechanizačních prostředcích údržby melioračních kanálů, ekonomické efektivnosti meliorací, technologiích meliorací lesních půd, melioracích a rekultivacích luk a pastvin zejména v horských a podhorských oblastech a využití hnojivých závlah. Byl rozšířen výzkum v oblasti rašelinišť a rašelin, agromeliorací a zúrodňování deficitních půd, využití odpadů k zúrodnění půd a stanovení limitů cizorodých látek, rekultivací devastovaných půd po těžbě uhlí a stanovení rekultivačních postupů pro začlenění těchto ploch do krajiny. Byl zkoumán účinek přirozených a umělých sorbentů k zúrodnění písčitých a vylehčování těžkých půd, včetně využití popílku. Experimentálním výzkumem byly vymezeny oblasti ohrožované větrnou erozí.
Sedmdesátá léta 20. století přenesla zájem do oblasti ochrany půdy a vody, zejména v souvislosti s výstavbou vodárenských nádrží, s výzkumem zaměřeným na plošné zemědělské znečištění, dusičnany v drenážních vodách a transport erozních smyvů v povrchových vodách. Výzkum přinesl poznatky z hlediska efektivnosti zemědělských a lesnických rekultivací, opatření navrhovaných k zúrodnění deficitních půd a náhrad tenčících se těžitelných zásob rašeliny. Byla hodnocena funkce lučního drnu jako vegetační bariéry a pokračoval vývoj mechanizmů k údržbě melioračních odpadů a toků, včetně údržby břehových porostů
V samém počátku osmdesátých let bylo provedeno sloučení pedologické a průzkumné složky s ústavem do jednoho celku. Posláním sloučeného ústavu bylo poznávání činitelů úrodnosti půd, řešení prostředků k jejich melioraci a řešení transformačních a migračních procesů v půdě a funkce jejích jednotlivých složek. Výzkum byl mj. zaměřen na řešení otázek spojených s vodní a větrnou erozí a jejím měřením, na problematiku malých vodních nádrží při zlepšování kvality vody, technologických linek údržby koryt a břehů a na šetření vlivu zemědělského hospodaření na kvalitu vod v povodích nově postavených vodárenských nádrží.
Období počátku devadesátých let přineslo hledání nových přístupů k řešení vědeckých problémů i potřebu vyrovnání se ze změnou zadávání a výběru výzkumných projektů i způsobu financování. Pro první polovinu tohoto období bylo významné získání a řešení komplexního projektu Minimalizace obsahu nežádoucích látek v systémech půda-voda-rostlina-produkt v rámci programu Ministerstva hospodářství Zdravá výživa; cílem řešení byla detekce obsahu nežádoucích látek, příčiny kontaminace, stanovení limitů, omezení transportu z půdy a vody do konečného produktu, prevenční a asanační opatření, alternativní způsoby zhodnocení rostlinné produkce, minimalizace vstupů do potravního řetězce. Následně řešení projektů, získaných ve veřejných soutěžích, v rámci programů výzkumu Ministerstva zemědělství, grantů podporovaných Grantovou agenturou České republiky a v závěru zahájení řešení prvého výzkumného záměru ústavu.

## Činnost ústavu
Předmět činnosti v hlavní výzkumné činnosti je základní a aplikovaný výzkum a vývoj zejména v  oblasti:
- metod průzkumu, mapování, monitoringu, hodnocení půdy, využití a ochrany půdy,
- způsobů využití a aplikace výsledků průzkumů půdy,
- minimalizace obsahu nežádoucích látek v půdě a vodě a stanovení jejich limitů,
- komplexních pozemkových úprav a rozvoje venkova,
- tvorby a ochrany krajiny v oblastech specifických zájmů, zejména ochranných pásem vodárenských nádrží,
- integrované ochrany a managementu vodních zdrojů,
- ochrany půdy před degradací, zvláště před erozí a jejími produkty,
- protipovodňových opatření v povodích,
- hospodaření vodou v zemědělsko-lesních povodích,
- regulace vláhových režimů půd,
- revitalizace zemědělsko-lesních toků a malých vodních nádrží,
- údržby, rekonstrukce, transformace a exploatace melioračních soustav,
- rekultivace devastovaných půd a asanace znečištěných půd,
- agromeliorace půd,
- exploatace luk a pastvin,
- hodnocení rašeliny, ochrany rašelinišť a jiných specifických biotopů,
- vývoje metod geografických informačních systémů vztahujícím se k oborům meliorací a pedologie,

včetně
- účasti v mezinárodních a národních centrech výzkumu a vývoje,
- vědecké, odborné a pedagogické spolupráce,
- ověřování a přenosu výsledků výzkumu a vývoje do praxe spolu s poradenskou činností a podporou zavádění nových technologií.

Nedílnou, dlouhodobě rozvíjenou činností je i další a jiná činnost prováděná na základě požadavků příslušných organizačních složek státu nebo územních samosprávných celků ve veřejném zájmu a podporovaná z veřejných prostředků podle zvláštních právních předpisů. Předmětem další činnosti je zejména činnost navazující na hlavní činnost v oblasti přírodních, technických a společenských věd se zaměřením na vědní obory komplexních meliorací, pedologie, tvorby a využití krajiny a informatiky k těmto oborům se vztahující:
- činnost půdní služby v oblasti systematické celoplošné aktualizace a dobonitace půd včetně doplňovacího průzkumu na určených lokalitách a jeho vyhodnocení, stanovení průměrných cen půdy v jednotlivých katastrálních územích, spolupráci s Ministerstvem zemědělství a Českým úřadem zeměměřickým a katastrálním při zavádění bonitace do katastru nemovitostí, poskytování dat v souladu s vyhláškou o územně analytických podkladech, územně plánovací dokumentaci a způsobu evidence územně plánovací činnosti a vedení geoinformačního systému SOWAC-GIS, správa webového archivu komplexního průzkumu půd,
- monitoring zatížení půd, podzemních a povrchových vod cizorodými látkami ve vazbě na ochranu potravinového řetězce prováděný v souladu s usneseními vlády České republiky,
- poradenská činnost v oboru meliorací a půdoznalství, příprava a vypracování technických návrhů, pořádání odborných kurzů, školení a jiných vzdělávacích akcí včetně lektorské činnosti,
- znalecká činnost vykonávaná na základě rozhodnutí Ministerstva spravedlnosti České republiky s rozsahem znaleckého oprávnění pro obory ekonomika, ochrana přírody, vodní hospodářství a zemědělství: meliorace a půdoznalství – hodnocení kvality půdy, fyzikálně-chemických a zúrodňujících vlastností půd, oceňování půdy, ochrana půdy  před kontaminací, erozí a devastací, revitalizace povodí, rekultivace půd, rekonstrukce melioračních děl, ochrana a využití rašelinišť, regulace vody v půdě a  krajině, komplexní pozemkové úpravy; ochrana vody před plošným znečištěním.[1]

## Oddělení ústavu
- Centrální laboratoře
- Hydrologie a ochrana vod
- Pedologie a ochrana půdy
- Hygiena půd
- Pozemkové úpravy a využití krajiny
- Ekonomické a vnitřní správy
- Půdní služba